# Opistharsostethus rotundatus
Opistharsostethus rotundatus är en insektsart som beskrevs av Schmidt 1911. Opistharsostethus rotundatus ingår i släktet Opistharsostethus och familjen spottstritar. Inga underarter finns listade i Catalogue of Life.